# Kościół Matki Bożej Wspomożenia Wiernych w Baniach
Kościół Matki Bożej Wspomożenia Wiernych w Baniach – rzymskokatolicki kościół parafialny w Baniach, w gminie Banie, w powiecie gryfińskim, w województwie zachodniopomorskim. Należy do dekanatu Banie archidiecezji szczecińsko-kamieńskiej. Mieści się przy ulicy Bolesława Chrobrego.

## Historia
Jest to późnoromański kościół bazylikowy o trzech nawach i trzech przęsłach wybudowany z granitowych ciosów w połowie XIII stulecia. Po pożarze miasta w 1478 roku świątynia otrzymała nowe sklepienie i ostrołukowe okna w ścianach naw. Po kolejnym pożarze w 1690 roku zostały zniszczone sklepienia i wieża. Budowla została przykryta płaskim stropem, a wieża została nakryta barokowym hełmem. Wnętrza zostały przystosowane dla potrzeb wyznania luterańskiego. Zostały wybudowane wtedy: ołtarz, ambona i empory. W latach 1763–1795 zostały wybudowane organy. Po pożarze w 1853 roku została rozebrana zakrystia przylegająca do prezbiterium, została wzniesiona nowa wieża, znacznie węższa od pierwotnej oraz zostały wybudowane szczyty wieńczące elewacje korpusu nawowego. Po zniszczeniach II wojny światowej wieża o wysokości 52 metrów odbudowana została zaledwie do wysokości 18 metrów.

## Wyposażenie

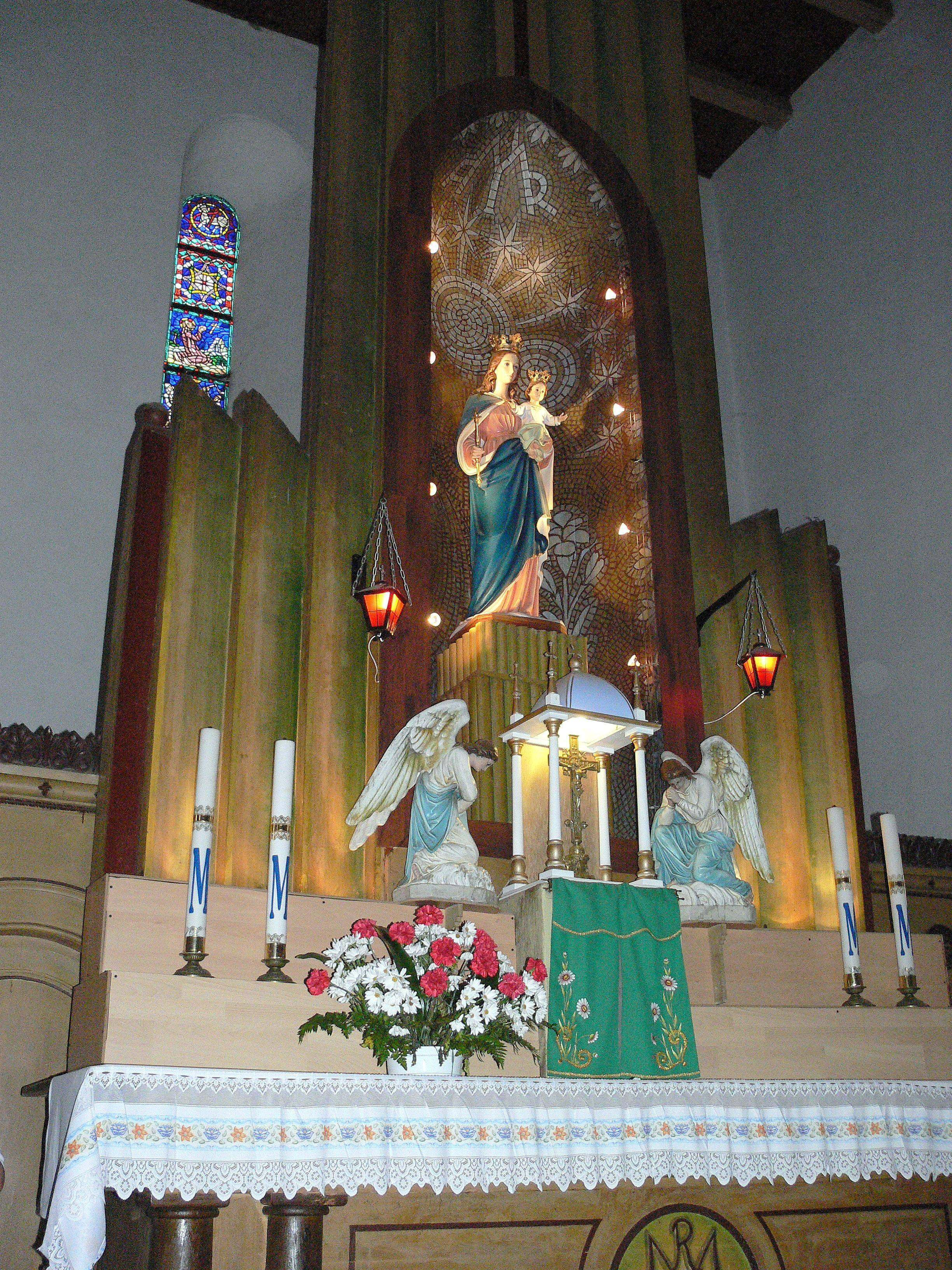
Wnętrze świątyni - ołtarz

Do wyposażenia świątyni należą: ołtarz barokowy z 1700 roku, dwie płaskorzeźby, barokowa ambona z początku XVIII stulecia, empora organowa z 1767 roku, prospekt organowy z drugiej połowy XIX stulecia oraz płyty nagrobne barokowe wykonane z piaskowca.